# Nekūjār
Nekūjār (persiska: نكوجار, Nīkūjār, نیكوجار) är en ort i Iran.   Den ligger i provinsen Alborz, i den nordvästra delen av landet, 90 km väster om huvudstaden Teheran. Nekūjār ligger 1 387 meter över havet och antalet invånare är 261.
Terrängen runt Nekūjār är kuperad söderut, men norrut är den platt. Terrängen runt Nekūjār sluttar norrut. Runt Nekūjār är det ganska glesbefolkat, med 27 invånare per kvadratkilometer. Närmaste större samhälle är Eshtehārd, 6,1 km nordväst om Nekūjār. Trakten runt Nekūjār består i huvudsak av gräsmarker.